# Fred Baur
Fredric John "Fred" Baur (Toledo, 14 de junho de 1918 — Cincinnati, 4 de maio de 2008) foi um químico orgânico e design de embalagem de alimento americano responsável pela invenção das batatas Pringles. Suas outras realizações incluem o desenvolvimento de óleos de fritura e sorvetes liofilizados. Baur formou-se na Universidade de Toledo e obteve seus mestrado e doutorado na Universidade Estadual de Ohio. Ele também serviu de fisiologista de aviação na Marinha dos Estados Unidos.
Baur morreu no dia 4 de maio de 2008 e, a seu pedido, tempos antes, foi cremado e uma porção das cinzas foi colocada dentro de um tubo de batatas Pringles e enterrado em um cemitério de Springfield, subúrbio de Cincinnati. O resto das cinzas foi inserido em uma urna funerária e entregue para sua neta.